# Église Saint-Maurice de Boujailles
Pour les articles homonymes, voir Église Saint-Maurice et Saint-Maurice.
L’église Saint-Maurice de Boujailles est une église située à Boujailles dans le département du Doubs.

## Histoire
L'église a été construite entre 1844 et 1849 en remplacement d'une église préexistante devenue trop petite. Les plans sont l'œuvre de l'architecte Pompée.
L'église est consacrée en 1872 par le cardinal Matthieu.
L'église Saint-Maurice fait l’objet d’un classement au titre des monuments historiques depuis le 10 mai 1995.

## Rattachement
L'église fait partie de la paroisse de Levier qui est rattachée au diocèse de Besançon.

## Architecture
Orienté sud-ouest, les murs sont en pierre de taille,.
De style néo-gothique et de plan en croix latine, l'église possède deux tours imposantes semi-détachés de la façade comprenant cinq niveaux et abritant les cloches. Chaque tour est surmontée par un toit avec flèche polygonale ainsi que de quatre clochetons.
La nef est composée de cinq travées à voûtes en ogive qui retombent sur des colonnettes à chapiteaux.

## Mobilier
L'église possède des éléments mobiliers inscrits à titre objet aux Monuments historiques :
- deux retables en stuc et pierre de style néo-gothique datant du XIXe siècle, inscrits depuis le 31 août 1979[5] ;
- deux bénitiers en pierre datant du XVIIIe siècle, inscrit depuis le 31 août 1979[6] ;
- l'ensemble des bancs des fidèles en sapin datant du XVIIIe siècle, inscrit depuis le 31 août 1979[7] ;
- les sièges des célébrants en chêne datant du XIXe siècle, inscrits depuis le 31 août 1979[8] ;
- la statue de l'immaculée conception en bois taillé datant du XIXe siècle, inscrite depuis le 31 août 1979[9] ;
- le tableau de l'annonciation datant du XIXe siècle, inscrit depuis le 31 août 1979[10] ;
- le tableau de la vierge au pied de la croix datant du XIXe siècle, inscrit depuis le 31 août 1979[11] ;
- le tableau de saint François Xavier prêchant datant du XIXe siècle, inscrit depuis le 31 août 1979[12] ;
- une statuette de la Vierge à l'enfant en bois sculpté, datant du XVIIIe siècle, inscrite depuis le 6 mars 1980[13] ;
- le tableau de l'institution du scapulaire datant du XVIIIe siècle, inscrit depuis le 6 mars 1980[14] ;
- le tableau de l'institution du rosaire datant du XVIIIe siècle, inscrit depuis le 6 mars 1980[15].

D'autres objets mobiliers sont répertoriés parmi les plus notables :
- les trois cloches des clochers, en bronze datant respectivement de 1843, 1807 et 1862 ;
- l'ensemble du maître-autel datant de 1872 exécuté dans un style néo-flamboyant dont l'autel porte la dédicace de la consécration de l'église par le cardinal Matthieu[17].